# Grønhøj (Viborg Kommune)
 For alternative betydninger, se Grønhøj. (Se også artikler, som begynder med Grønhøj)
Grønhøj er en landsby fire km nordvest for Frederiks i Midtjylland med 200 indbyggere (2012).  Landsbyen ligger i Frederiks Sogn i Viborg Kommune, Region Midtjylland.
Byen blev grundlagt i 1760 og startede som en bebyggelse for Kartoffeltyskerne.
22. juli 1760 ankom de første "kolonister" fra Tyskland. Inden årets udgang var der 136 personer, samlet i 34 familier, bosat i Grønhøj.
I centrum af byen blev i 1846 opført Grønhøj Kro, der to år efter blev Kongelig privilegeret landevejskro.
Sekundærrute 186 passerer tværs gennem byen.